# ジェームズ・エムトゥーメ
ジェームズ・エムトゥーメ（James Mtume、本名ジェームズ・フォーマン、1946年1月3日 - 2022年1月9日）は、アメリカ合衆国のR&B・ソウルの音楽家・作曲家・編曲家・ラジオDJ。 ペンシルベニア州フィラデルフィア生まれ。姓は「ムトゥーメ」と誤った読み方をされる場合があるが、アルバムでは本人が「エム」「トゥー」「メイ」と「エムトゥーメイ」が正しい読みであることを明記している。10代から水泳選手として活躍し、1966年に水泳奨学金でパサデナ市立大学に入学。インテリ・ミュージシャンとして知られ、音楽メディアから幾度もインタビューを申し込まれていた。

## 略歴
エムトゥーメは、ジャズ・サックス奏者のジミー・ヒースの息子で、おじもジャズマンだった。父とおじは「ヒース・ブラザーズ」を組んで、音楽活動を展開した。少年期には自宅にジョン・コルトレーンやセロニアス・モンクらが遊びに来るという、音楽的に恵まれた環境で育った。また、音楽プロデューサーであるDamu Mtumeとファウル・エムトゥーメイ（Fa Mtume）の父でもある。
1972年から1975年まで、マイルス・デイヴィスのバンドにパーカッションで参加し注目される。
彼は相方のレジー・ルーカスと共に手掛けた、ステファニー・ミルズのトップ10ヒット「燃える恋心 (Never Knew Love Like This Before)」は、1981年のグラミー賞2部門を獲得している。 自身が率いるグループであるエムトゥーメイのシングル「Juicy Fruit」が1983年にブラック・チャートで大ヒットとなった。また後にラッパーらによって、何度もサンプリングされた。「You, Me, and He」もR&Bで上位に入った。
セッションマンや作曲家として、フィリス・ハイマン、 ロバータ・フラック、ダニー・ハサウェイ、ステファニー・ミルズ、Rケリー、メアリー・J・ブライジ、テディ・ペンターグラス、インナーシティなどと仕事をした。また、ニューヨークの「KISS 98.7 FM」でラジオDJを担当した。
2022年1月9日に死去した。

## ディスコグラフィ

### リーダー・アルバム
- 『アルケブラン -ライヴ・アット・ジ・イースト-』 - Alkebu-Lan: Land of The Blacks (1972年、Strata-East Records) ※Mtume Umoja Ensemble名義
- 『回天』 - Rebirth Cycle (1977年) ※エムトゥーメイ名義
- 『キス・ディス・ワールド・グッバイ』 - Kiss This World Goodbye (1978年) ※エムトゥーメイ名義
- 『レインボウ・シーカーズ』 - In Search of the Rainbow Seekers (1980年) ※エムトゥーメイ名義
- 『ジューシー・フルーツ』 - Juicy Fruit (1983年) ※エムトゥーメイ名義
- 『ユー・ミー・アンド・ヒー』 - You, Me and He (1984年) ※エムトゥーメイ名義
- Theater of the Mind (1986年) ※エムトゥーメイ名義
- Native Son (Music From The Motion Picture Soundtrack) (1986年)

### 参加アルバム
マイルス・デイヴィス
- 『オン・ザ・コーナー』 - On the Corner (1972年)
- 『イン・コンサート』 - Miles Davis in Concert (1972年)
- 『ビッグ・ファン』 - Big Fun (1969年-1972年)（1974年発売）
- 『ゲット・アップ・ウィズ・イット』 - Get Up With It (1970年-1974年)
- 『ダーク・メイガス』 - Dark Magus (1974年)
- 『アガルタ』 - Agharta (1975年)
- 『パンゲア』 - Pangaea (1975年)
- 『ザ・コンプリート・オン・ザ・コーナー・セッションズ』 - The Complete on the Corner Sessions (2007年) ※1972年-1975年録音
- Miles Davis at Newport 1955-1975: The Bootleg Series Vol. 4 (2015年)

ガトー・バルビエリ
- 『アンダー・ファイア』 - Under Fire (1973年)
- 『ボリビア』 - Bolivia (1973年)

アート・ファーマー
- Homecoming (1971年)

カルロス・ガーネット
- 『ブラック・ラヴ』 - Black Love (1974年)

ジミー・ヒース
- 『ギャップ・シーラー』 - The Gap Sealer (1973年)
- The Time and the Place (1994年)

エディ・ヘンダーソン
- 『ヘリテイジ』 - Heritage (1976年)
- 『カミン・スルー』 - Comin' Through (1977年)
- 『マハール (迷宮)』 - Mahal (1978年)

ハロルド・ランド
- 『ニュー・シェイド・オブ・ブルー』 - A New Shade of Blue (1971年)

エイゾー・ローレンス
- 『ブリッジ・イントゥ・ザ・ニュー・エイジ』 - Bridge into the New Age (1974年)

ジェームス・スポルディング
- 『プレイズ・ザ・レガシー・オブ・デューク・エリントン』 - James Spaulding Plays the Legacy of Duke Ellington (1977年)

マッコイ・タイナー
- 『アサンテ』 - Asante (1970年)

バディ・テリー
- 『アウェアネス』 - Awareness (1971年)
- 『ピュア・ダイナマイト』 - Pure Dynamite (1972年)

### プロデュース作品

#### エムトゥーメ&レジー・ルーカス
- ステファニー・ミルズ（英語版） – What Cha' Gonna Do with My Lovin' (1979年、20th Century)
- フィリス・ハイマン（英語版） – You Know How to Love Me[3] (1979年、Arista)
- レナ・スコット – Come On Inside (1979年、Buddah)
- ステファニー・ミルズ – Sweet Sensation (1980年、20th Century)
- ゲイリー・バーツ – Bartz (1980年、Arista)
- ステファニー・ミルズ – Stephanie (1981年、20th Century)
- マーク・サダーン – One Way Love Affair (1981年、Warner Bros.)
- ステファニー・ミルズ – Tantalizingly Hot (1982年、Casablanca)
- ルー・ロウルズ – Now Is The Time (1982年、Epic)
- スピナーズ – Can't Shake This Feelin' (1982年、Atlantic)
- マーク・サダーン – Exciting (1982年、Warner Bros.)

#### エムトゥーメ単独プロデュース
- ティーズ – リメンバー (1988年)
- キアラ – ファースト (1989年)

## 「ジューシー・フルーツ」サンプリング
- "Lollipop" by U.T.F.O.
- "Juicy" by レクスン・エフェクト（Wreckx-N-Effect）
- "This DJ" by ウォーレン G.
- "Do You See" by ウォーレン G.
- "Loving You" by ジェニファー・ロペス
- "Dreaming Casually" by ロッキー・パディーヤ
- "Juicy" by The Notorious B.I.G.